# Не цвикај генерацијо
Не цвикај генерацијо је деби албум групе Атомско склониште, објављен 1978.

## Позадина
У пролеће 1978. појавио се деби албум Атомског склоништа. Уз прве албуме Тајм-а и Други начин, један је од најимпресивнијих дебија југословенског рока .
Атомци су кренули тешко - музика је класични хард рок и једна су од ретких група која није кокетирала са фолк мелосом . Доминирају хард рок рифови са упечатљивим клавијатурама, задивљујућим вокалом и тврдом продукцијом. Албум је изненадио критичаре необичним концептом и другачијим погледом на свет. Текстови су били нешто што тада (а ни касније) није постојало на простору бивше Југославије. Текстописац Бошко Обрадовић понудио је много озбиљних и потресних стихова на првом албуму. За разлику од других група, које су углавном нудиле љубавну лирику, Обрадовић се у својим текстовима бавио друштвеним, политичким и антиратним темама, на себи својствен начин.

## О албуму
На првом албуму доминирају пророчки текстови чије су главне теме ратовање, неконтролисани развој цивилизације, лоше стање у друштву итд. Запањени критичари рок музике оштро су напали оријентацију групе, називајући текстове „баналним“ и „плитким“. Очигледно су се тада речи „ рат, рушење, дрога, неуроза, паника, психоза, рација ,...“ чиниле сувише далеким и неразумљивим за рокенрол уметност на тим просторима. Петнаест година касније на Балкану ће све бити другачије, а оно о чему је певао Бошко Обрадовић постала је сурова реалност.
Неколико песама ће се издвојити као хитови са првог албума. Пре свега хард рок бројеви: „Кинематограф нашег детињства“, „Тко ће тад на згариште рећи“, потресна прича „Сазнао сам дијагнозу“ и „Поморац сам мајко“, музички свакако најупечатљивији са јаким гитарским рифовима и изузетан соло на клавијатурама. Текстуално најупечатљивија (поред рецитације „Од рата до рата“) је незванична химна групе: „Не цвикај генерацијо“ са занимљивим дечјим хором у хоровима .
Поред запаженијих бројева, ту је и „Умро је највећи мрав“, који доноси спорији темпо и лаганију музику са дивним гитарским уводом, и моћним текстом о моралним проблемима у друштву. „Последњи лет Боинга 707“ (са одличним уводом о бас гитари) даје преокрет љубавној теми и дотиче хипи идеологије . „Отмица наше љубави” је још једна жестока хард рок нумера, док меланхолична „Нек вам је са среће” затвара албум.

### Омот
Дизајн омота, дело Ивана Обровца, такође је мало ремек дело. Нежно лице детета симболизује Земљу, а око њега очигледна опасност са свих страна. По ивицама корица нанизано је 46 застава земаља из разних делова света. Једина која се вијори је застава СФР Југославије

## Чланови групе
- Серђо Блажић Ђосер - Први вокал
- Бруно Лангер - бас гитара, вокал
- Драган Гужван - Гитара
- Едуард Канцелар - клавијатуре, вокал
- Саша Дадић - Бубњеви
- Рудолф Грум - пратећи вокал
- Бошко Б. Обрадовић - Рецитација
- Ирена, Љиљана и Елида Глад - Вокална пратња